# 6e étape du Tour d'Italie 1999
La 6e étape du Tour d'Italie 1999 s'est déroulée le 20 mai dans les régions de la Basilicate et des Pouilles, dans le Mezzogiorno. Le parcours de 257 kilomètres reliait Lauria dans la province de Potenza à Foggia, dans celle de même nom. Elle a été remportée par le Letton Romāns Vainšteins de la formation italienne Vini Caldirola.

## Récit
Le Letton Romāns Vainšteins s'impose au sprint. Laurent Jalabert conserve le maillot rose.

## Classement de l'étape
| \| 1. \| Romāns Vainšteins \| \| Vini Caldirola \| en \| \| \| 2. \| Fabrizio Guidi \| \| Polti \| + \| 0 s \| \| 3. \| Gabriele Missaglia \| \| Lampre-Daikin \| \| m.t. \| |                    |  |                |    |      |
| 1. | Romāns Vainšteins  |  | Vini Caldirola | en |      |
| 2. | Fabrizio Guidi     |  | Polti          | +  | 0 s  |
| 3. | Gabriele Missaglia |  | Lampre-Daikin  |    | m.t. |

## Classement général
| \| 1. \| Laurent Jalabert \| \| ONCE \| en \| \| \| 2. \| Danilo Di Luca \| \| Cantina Tollo \| + \| 7 s \| \| 3. \| Davide Rebellin \| \| Polti \| \| 14 s \| |                  |  |               |    |      |
| 1. | Laurent Jalabert |  | ONCE          | en |      |
| 2. | Danilo Di Luca   |  | Cantina Tollo | +  | 7 s  |
| 3. | Davide Rebellin  |  | Polti         |    | 14 s |